# Лінаре
Лінаре (англ. Linare) — одна з місцевих громад, що розташована в районі Лерібе, Лесото. Населення місцевої ради у 2006 році становило 24 713 осіб.